# Khorosjij maltjik
Khorosjij maltjik (russisk: Хороший мальчик) er en russisk spillefilm fra 2016 af Oksana Karas.

## Medvirkende
- Semjon Treskunov – Kolja Smirnov
- Mikhail Jefremov – Vladimir Dronov
- Konstantin Khabenskij – Aleksandr Smirnov
- Anastasija Bogatyrjova – Ksjusja Dronova
- Ieva Andreevajte – Alisa Denisovna